# Jens Chievitz
William Poul Jens Chievitz (Koppenhága, 1889. január 1. – Ohio, Canton, 1965. február 28.) olimpiai 4. helyezett dán tornász.
Az 1908. évi nyári olimpiai játékokon indult tornában és csapat összetettben 4. lett.
Klubcsapata a Gymnastik- og Svømmeforeningen Hermes volt.